# العلاقات الأمريكية السريلانكية
العلاقات الأمريكية السريلانكية هي العلاقات الثنائية التي تجمع بين الولايات المتحدة وسريلانكا.

## مقارنة بين البلدين
هذه مقارنة عامة ومرجعية للدولتين:
| وجه المقارنة                                              | الولايات المتحدة                                                                                                  | سريلانكا                         |
| --------------------------------------------------------- | --- | -------------------------------- |
| المساحة (كم2)                                             | 9.83 مليون | 65.61 ألف                        |
| عدد السكان (نسمة)                                         | 311.58 مليون | 21.44 مليون                      |
| الكثافة السكانية (ن./كم²)                                 | 31.7 | 326.78                           |
| العاصمة                                                   | واشنطن العاصمة | سري جاياواردنابورا كوتي، كولمبو  |
| اللغة الرسمية                                             | لغة إنجليزية | اللغة السنهالية، اللغة التاميلية |
| العملة                                                    | دولار أمريكي | روبية سريلانكي                   |
| الناتج المحلي الإجمالي (بليون دولار)                      | 19.39 تريليون | 87.17 مليار                      |
| الناتج المحلي الإجمالي (تعادل القوة الشرائية) بليون دولار | 18.04 تريليون | 246.62 مليار                     |
| الناتج المحلي الإجمالي الاسمي للفرد دولار أمريكي          | 56.12 ألف | 3.93 ألف                         |
| الناتج المحلي الإجمالي للفرد دولار أمريكي                 | 54.63 ألف | 11.11 ألف                        |
| مؤشر التنمية البشرية                                      | 0.920 | 0.757                            |
| رمز المكالمات الدولي                                      | +1 | +94                              |
| رمز الإنترنت                                              | .us، حكومة، .mil، Edu.                                                                                            | .lk،                             |
| المنطقة الزمنية                                           | توقيت ساموا الأمريكية، توقيت أطلنطي موحد، منطقة زمنية وسطى، توقيت ألاسكا ‏، المنطقة الزمنية الجبلية، توقيت تشامرو ‏ | ت ع م+05:30                      |

## منظمات دولية مشتركة
يشترك البلدان في عضوية مجموعة من المنظمات الدولية، منها:
| علم المنظمة | اسم المنظمة                               | تاريخ انضمام الولايات المتحدة | تاريخ انضمام سريلانكا |
| ----------- | ----------------------------------------- | ----------------------------- | --------------------- |
|             | وكالة ضمان الاستثمار متعدد الأطراف        | 12 أبريل 1988                 | 27 مايو 1988          |
|             | الاتحاد الدولي للاتصالات                  | 1 يوليو 1908                  | 1897                  |
|             | يونسكو                                    | 4 نوفمبر 1946                 | 14 نوفمبر 1949        |
|             | الأمم المتحدة                             | 24 أكتوبر 1945                | 14 ديسمبر 1955        |
|             | بنك التنمية الآسيوي                       | 1966                          | 1966                  |
|             | المركز الدولي لتسوية المنازعات الاستشارية | 14 أكتوبر 1966                | 11 نوفمبر 1967        |
|             | البنك الدولي للإنشاء والتعمير             | 27 ديسمبر 1945                | 29 أغسطس 1950         |
|             | منتدى آسيان الإقليمي ‏                     | ?                             | ?                     |
|             | مؤسسة التمويل الدولية                     | 20 يوليو 1956                 | 20 يوليو 1956         |
|             | منظمة الشرطة الجنائية الدولية             | ?                             | ?                     |
|             | مؤسسة التنمية الدولية                     | 24 سبتمبر 1960                | 27 يونيو 1961         |
|             | الاتحاد البريدي العالمي                   | ?                             | ?                     |
|             | منظمة حظر الأسلحة الكيميائية              | ?                             | ?                     |
|             | المنظمة الهيدروغرافية الدولية             | ?                             | ?                     |
|             | منظمة التجارة العالمية                    | ?                             | ?                     |

## أعلام
هذه قائمة لبعض الشخصيات التي تربطها علاقات بالبلدين:
- روي سيلفا (9 مايو 1980 – )

## وصلات خارجية
- موقع وزارة الخارجية الأمريكية
- موقع وزارة الخارجية السريلانكية